# 我的助理不简单
《我的助理不簡單》(英語：Never Too Late)，2023改 中國大陸都市電視劇，由王子文、鄧婕領銜主演，白敬亭特邀主演。 該劇刻畫當代女性面對生活、情感、職場壓力的困境和堅持。于2023年10月14日在江苏卫视,浙江卫视首播，爱奇艺、腾讯视频同步网播。

## 劇情簡介
该剧讲述了因工作从北京调回苏州老家的姜天，在屡遭挫折后，结识了室友吴静芳，并与其建立了深厚的友谊，实现了自己帮助他人翻修老房的职业规划，同时也坚定了彼此未来的道路。

## 生产
於2021年9月開機，12月30日殺青。

## 演員列表

### 主要演員
| 演員   | 角色   | 介紹 |
| 王子文 | 姜甜   | 31岁，回到家鄉揚州老家創立個人設計工作室。但回到家中卻發現父親把家中的老宅租給了離婚回鄉的弧寡老人吳敬芳，姜甜催搬不成只能成為合租室友，自此姜甜開啟了有吳敬芳在身邊不斷“插足”的創業之路。     |
| 鄧婕   | 吳敬芳 | 60岁，吳敬芬之妹，杨明前妻。做了一輩子的家庭主婦的她，離婚后最大的擔憂和恐懼就是被社會淘汰。善于交际的她不斷涌進各種能讓她有可能性的職場里，雖然曆經挫折，但最終盯上了姜甜的設計師助理的工作。 |
| 白敬亭 | 周業聞 | 29岁，吳敬芳的外甥。性格外冷內熱，暗地里一直幫助姜甜和吳敬芳的創業之路，給予了她們足夠的安全感，成為她們有力的后備力量。                                                                       |

### 其他演員
| 演員   | 角色   | 介紹                                                                                           |
| 金澤灝 | 方元清 |                                                                                                |
| 何泓姍 | 林小小 |                                                                                                |
| 戴娇倩 | 胡德湘 |                                                                                                |
|        | 陈泽宇 |                                                                                                |
| 马少骅 | 姜建国 |                                                                                                |
| 陳昊   | 鄭前   |                                                                                                |
|        | 吳敬芬 | 周業聞之母，吳敬芳之姐。                                                                       |
| 艾晓琪 | 王珂涵 |                                                                                                |
| 陆妍淇 | 珠珠   |                                                                                                |
|        | 杨明   | 吳敬芳之前夫，因一场酒局后的意外背叛了吳敬芳，后因妻子为了成全他拥有孩子的愿望而选择与其离婚。 |